# Aporum flexile
Aporum flexile é uma espécie de orquídea epífita de hábito pendente e flores pequenas, que habita da Península da Tailândia ao oeste da Malásia.